# アンドレ・ガイム
サー・アンドレ・コンスタンチノヴィチ・ガイム（英語: Sir Andre Konstantin Geim, ロシア語: Андрей Константинович Гейм、オランダ語風にハイムとも表記される、1958年10月21日 - ）は、ロシア生まれのオランダ人物理学者で、グラフェンの研究で知られる。また、ゲッコテープの発明者や磁気浮上の研究者でもある。2010年のノーベル物理学賞をコンスタンチン・ノボセロフとともに、「二次元物質グラフェンに関する革新的な実験」で受賞した。
ユーラシア大陸でさまざまな大学のポストにつくまで、ソビエト連邦で教育を受けた。2000年には「カエルの磁気浮上」でイグノーベル賞を受賞しており、初めてのノーベル・イグノーベル両賞受賞者である。

## 教育
ガイムは1958年10月21日にソビエト連邦のソチで、ドイツ人家庭に生まれた。両親のコンスタンチン・アレクセイビッチ（1910年 – 1998年）とニナ・ニコラエヴナ（1927年 – ）は技術者であった。1964年にはナリチクに引っ越し、英語専門の高校を卒業した。1982年にロシア科学アカデミーの固体物理研究所でPhDを取得した。

## 職歴
ガイムはロシア科学アカデミーのマイクロエレクトロニクス技術研究所で研究者として働き、1990年からはノッティンガム大学、バース大学、コペンハーゲン大学でポスドク研究者を勤めた後、ナイメーヘン大学で助教授となった。2001年にマンチェスター大学で物理のLangworthy Professorとなる。ここでは、マンチェスター・メソサイエンス・ナノテクノロジーセンターのリーダーであった。2007年からの上級研究員となった。2010年にはラドバウド大学（ナイメーヘン大学より改名）はガイムを革新的材料とナノ科学の教授に指名した。2007年王立協会フェロー選出。
ガイムはLangworthy Professorと2010年の王立協会の記念研究者教授の肩書きを持つ。

## 受賞歴
- 2000年 イグノーベル賞
- 2007年 Mott Prize
- 2008年 EPS欧州物理学賞
- 2008年 トムソン・ロイター引用栄誉賞
- 2009年 ケルバー欧州科学賞
- 2010年 ジョン・カーティー賞
- 2010年 ヒューズ・メダル
- 2010年 ノーベル物理学賞
- 2013年 コプリ・メダル